# 哈里·蒂施
哈里·蒂施（德語：Harry Tisch，1927年3月28日—1995年6月18日），德国统一社会党政治局委员，东德罗斯托克专区党委第一书记。

## 生平
1927年，出生于克明德县的海因里希斯瓦尔德村的工人家庭。
1945年，入党，加入自由德国工会联合会。
1948年，任工会的领导职务。
1953年，在党中央“卡尔·马克思”高级党校学习。
1955年，任罗斯托克专区党委书记，主管经济。
1959年，任罗斯托克专区委员会主席。
1961年，任该专区党委第一书记。
1963年，为中央委员。
1971年，为政治局候补委员。
1975年，为政治局委员。
1995年，去世。